# Lucian Ștefan
Lucian Florin Ștefan (* 11. April 2006 in Caransebeș) ist ein rumänischer Leichtathlet, der im Mittel- und Langstreckenlauf an den Start geht.

## Sportliche Laufbahn
Erste internationale Erfahrungen sammelte Lucian Ștefan im Jahr 2022, als er bei den U18-Balkan-Meisterschaften in Bar in 8:59,81 min die Bronzemedaille im 3000-Meter-Lauf gewann. Anschließend gewann er beim Europäischen Olympischen Jugendfestival (EYOF) in Banská Bystrica in 8:28,13 min die Silbermedaille. Im Jahr darauf belegte er beim EYOF in Maribor in 8:22,79 min den vierten Platz und im Dezember wurde er bei den Crosslauf-Europameisterschaften in Brüssel nach 17:51 min 52. im U20-Rennen. 2024 gewann er bei den U20-Balkan-Hallenmeisterschaften in Belgrad in 8:14,76 min die Silbermedaille über 3000 Meter und im Mai belegte er bei den Balkan-Meisterschaften in Izmir in 8:39,47 min den achten Platz. Im Dezember gelangte er bei den Crosslauf-Europameisterschaften in Antalya nach 14:42 min auf den 36. Platz im U20-Rennen. Im Jahr darauf gewann er bei den U20-Balkan-Hallenmeisterschaften in Sofia in 8:26,79 min erneut die Silbermedaille über 3000 Meter und im Juni wurde er bei der 2. Liga der Team-Europameisterschaft in Maribor in 15:17,71 min 15. im 5000-Meter-Lauf. Daraufhin gewann er bei den U20-Balkan-Meisterschaften in Craiova in 8:34,88 min die Silbermedaille über 3000 Meter.
2025 wurde Ștefan rumänischer Hallenmeister im 3000-Meter-Lauf.

## Persönliche Bestleistungen
- 3000 Meter: 8:12,97 min, 19. Mai 2024 in Craiova
  - 3000 Meter (Halle): 8:14,76 min, 4. Februar 2024 in Belgrad
- 5000 Meter: 14:37,83 min, 31. Mai 2025 in Karlsruhe